# I. e. 147
Évszázadok: i. e. 3. század – i. e. 2. század – i. e. 1. század
Évtizedek: i. e. 190-es évek – i. e. 180-as évek – i. e. 170-es évek – i. e. 160-as évek – i. e. 150-es évek – i. e. 140-es évek – i. e. 130-as évek – i. e. 120-as évek – i. e. 110-es évek – i. e. 100-as évek – i. e. 90-es évek
Évek: i. e. 152 – i. e. 151 – i. e. 150 – i. e. 149 –  i. e. 148 – i. e. 147 – i. e. 146 – i. e. 145 – i. e. 144 – i. e. 143 – i. e. 142

## Események

### Róma
- Publius Cornelius Scipio Aemilianust és Caius Livius Drusust választják consulnak. Scipio Aemilianus esetében kivételt tesznek, hogy fiatal kora ellenére vezethesse a Karthágó elleni háborút.
- A census során 322 000 római polgárt számlálnak össze.
- Scipio Aemilianus töltéssel zárja el a karthágói kikötőt, mire azok egy csatornát ásnak, amellyel ki tudják vinni a tengerre a flottájukat, amely azonban vereséget szenved a római hajóhadtól.
- A római szenátus követséget küld az Akháj Szövetséghez, amely követeli Spárta (amely egyetért ezzel), Korinthosz, Argosz (amelyek tiltakoznak) és néhány kisebb város távozását a szövetségből. Az Akháj Szövetség visszautasítja a római követelést és fegyverrel vonulnak Spárta ellen.
- A három évvel korábbi mészárlás túlélője, Viriathus fellázítja a luzitánokat Róma ellen. Megtámadják a Caius Vetilius praetor vezette sereget, színlelt meneküléssel csapdába csalják őket és 4 ezer katonát megölnek.

### Hellenisztikus birodalmak
- Démétriosz, az elűzött és megölt szeleukida király fia szövetkezik Apollóniosz dél-szíriai kormányzóval. Apollóniosz az új király, Alexandrosz szövetségese, Jonatán Makkabeus ellen vonul, de vereséget szenved. Alexandrosz jutalmul átadja Ekront Jonatánnak.

## Születések
- Lókakséma, buddhista teológus

## Fordítás
- Ez a szócikk részben vagy egészben  a(z)   147 av. J.-C. című francia Wikipédia-szócikk ezen változatának fordításán alapul.  Az eredeti cikk szerkesztőit annak laptörténete sorolja fel. Ez a jelzés csupán a megfogalmazás eredetét és a szerzői jogokat jelzi, nem szolgál a cikkben szereplő információk forrásmegjelöléseként.